# 넓은 뜻의 정다면체
넓은 뜻의 정다면체(넓은 뜻의 正多面體, 영어: regular solid)는 다면체 중에서 모든 면이 합동인 정다각형(별모양으로 만나는 경우를 포함하기도 한다)으로 이루어져 있으며, 각 꼭짓점에서 만나는 면의 개수가 같은 도형(면이 별 모양으로 만나는 경우도 이에 해당이 된다)을 말한다. 무수히 많이 존재할 수 있는 정다각형과는 다르게 정다면체는 볼록한 것이 단지 5가지가 있고, (정사면체, 정육면체, 정팔면체, 정십이면체, 정이십면체) 오목한 것은 4개가  존재한다. 작은 별모양 십이면체, 큰 십이면체, 큰 별모양 십이면체, 큰 이십면체이다. 물론 그렇다 해도 일상생활에서는 볼록 정다면체 5개에다가 오목 정다면체 4개까지 합쳐서 모두 9개가 있다고 하지는 않고, 일상생활에서는 볼록한 경우로만 한정해서 5개라고 한다. 볼록한 것은 모든 면이 각 모서리에 두 개씩 붙여서 만들어지며, 오목한 것은 서로 교차해서 만나기 때문에 내부를 지나는 경우가 있으므로 면이 모서리가 아닌 면에서도 만날 수 있다. 또한 오일러 지표는 꼭짓점의 수-모서리의 수+면의 수=2의 결과가 항상 볼록한 다면체에 대해선 성립하며, 오목 다면체는 성립하기도 하지만, 그렇지 않은 것도 있다. 작은 별모양 십이면체와 큰 십이면체의 경우 꼭짓점의 수에서 모서리의 수를 빼고 면의 수를 더한 결과가 -6이기 때문이다 (12-30+12=-6). 또한 정다면체는 각 면의 모양이나 꼭짓점 도형 또는 각 꼭짓점에 모이는 면의 개수에 따라 분류할 수도 있다. (단, 면이나 꼭짓점의 개수에 따라 분류하는 것은 없는 것도 있기 때문에 안 된다.) 각 면이 정삼각형인 것은 정사면체, 정팔면체, 정이십면체와  큰 이십면체가 있고, 정사각형인 것은 정육면체 뿐이다. 또한 각 면이 정오각형인 것은 정십이면체 및 큰 십이면체가 있으며, 정오각별인 것은 별모양 십이면체인 작은 별모양 십이면체 큰 별모양 십이면체이다. 그리고 꼭짓점 도형 및 배치에 따라 분류한다면 정사면체, 정육면체, 정십이면체, 큰 별모양 십이면체는 한 꼭짓점에 모이는 면의 수가 3개이고, 정팔면체는 한 꼭짓점에 모이는 면의 수가 4개이며, 정이십면체와 작은 별모양 십이면체이다. 그리고 별모양 십이면체 의 쌍대들은 슐레플리 기호에 의하면 꼭짓점에 모이는 면의 수가 5/2개이다.

## 종류
- 볼록 정다면체
- 케플러-푸앵소 다면체

## 같이 보기
- 준정다면체
- 반정다면체
- 고른 다면체
- 정다포체